# 妖婦の宿
『妖婦の宿』（ようふのやど）は、高木彬光の短編推理小説。「神津恭介シリーズ」の一つ。

## 概要と解説
本作は、1949年（昭和24年）5月に『宝石』に発表された。東方社『妖婦の宿』（全国書誌番号:56001114）、角川文庫『妖婦の宿』（ISBN 978-4041338582）、扶桑社文庫『初稿・刺青殺人事件』（ISBN 978-4-59-403403-0）、光文社文庫『神津恭介、密室に挑む』〈神津恭介傑作セレクション1〉（ISBN 978-4-33-476560-6）などに収録されている。
本作はもともと、探偵作家クラブ（現在の日本推理作家協会）の新春の例会で、犯人捜しとして読み上げられた作品で、日本の密室ミステリーの中でも屈指の傑作である。
本作は、第3回探偵作家クラブ賞短編部門の候補作品に選出されている。

## あらすじ
伊豆の古奈温泉・白泉ホテルは、新興財閥の1人である小関新八郎を経営者とし、山部英作が支配人を務めているが、ホテルの実権は小関の愛人にしてヴァンプ女優の八雲真利子の手に握られていた。男から男へ渡り歩く彼女に、みな例外なく富と情熱を奪い尽くされ、生ける屍となってこの世から姿を消してしまっている。京極子爵もその1人で、真利子に弄ばれて捨てられた挙句、残された弟に復讐を頼むとの悲痛な一言を残して拳銃自殺を遂げたのである。そして、折しも真利子が明日宿泊しに来るこのホテルに、新聞記者となった京極子爵の弟・京極鴻二郎が宿泊していた。
その翌日、旧知である警視庁の松下捜査第一課長から、名探偵・神津恭介が近藤啓一という変名で宿泊する予定との手紙が届く。近藤啓一は既に前日から宿泊していた。さらにホテルに真利子そっくりの蝋人形が一体、左の胸に短刀を突き刺されて、トランクに納められて届けられた。不吉なものを感じた山部は、近藤啓一こと神津恭介に相談する。
そして、二枚目映画俳優の月川馨と美男子流行歌手の花村敏夫を従えて真利子が到着すると、その後突然、小関がホテルを訪れる。小関は山部に、事業が思わしくなく易者に相談すると真利子に原因があると言われ思い悩んだ末、彼女と別れようと思うと告げる。
夕食の席上、近藤啓一こと神津がホテルに届けられた蝋人形の話をすると、真利子は自分も蝋人形のように殺されてしまうかも知れないのでと皆に不寝番を求め、花村・神津・月川の順で不寝番を務めることになった。
そして翌早朝、蝋人形が庭に倒れているのが発見される。蝋人形はなぜか真利子のスリッパを履いており、その裏には自分で歩いてきたかのように土がこびりついていた。不安に思った山部が不寝番をしている月川の前で部屋の扉を叩いて真利子に呼びかけるが返事がなく、扉を壊して中に入ると彼女は蝋人形と同じように左の胸に短刀を突き刺されて殺されていた。窓も扉も鍵が掛けられており、扉の鍵は真利子の寝台の下から発見された。この完全な密室殺人に、素性を明かした神津恭介が挑む。

## 登場人物
山部英作（やまべ えいさく）
本作の語り手。白泉ホテルの支配人。
小関新八郎（こぜき しんぱちろう）
新興財閥の1人。白泉ホテルのオーナー。
八雲真利子（やくも まりこ）
小関の愛人。元ヴァンプ女優。濃艶極まりない妖婦。
京極鴻二郎（きょうごく こうじろう）
東京毎夕の新聞記者。兄・京極子爵が真利子に弄ばれ捨てられた挙句に自殺している。
月川馨（つきかわ かおる）
ヴァレンチノーの再来と売り出されている二枚目映画俳優。
花村敏夫（はなむら としお）
煽情的な甘い歌声を持つ美男子流行歌手。
神津恭介（かみづ きょうすけ）
名探偵。